# Українське селянсько-робітниче соціалістичне об'єднання
Сель-Роб (Українське Селянсько-Робітниче Соціалістичне Об'єднання) — українська політична партія радянофільського напрямку в Польській республіці, заснована 10 жовтня 1926 на об'єднавчому з'їзді двох партій: волинсько-холмського національно-соціалістичного Сель-Союзу і галицької ліво-москвофільської «Народної Волі», що відбувся в  актовій залі Українського музичного товариства ім. М. Лисенка у Львові.
Політична і соціальна платформа Сель-Робу була подібна до платформи КПЗУ, і він був фактично її легальною прибудівкою. Восени 1927 р. Сель-Роб, як і КПЗУ, розколовся: колишні «народновольці» — К. Вальницький, М. Заяць, К. Пелехатий та ін. вийшли з ЦК Сель-Робу (він у той час стояв на платформі «шумськізму») і заснували Сель-Роб-Лівицю (відтоді Сель-Роб інколи називали Сель-Роб-Правицею).
До виборів до польського сейму на початку 1928 обидві партії пішли окремо; Сель-Роб здобув 4 посольські мандати (С. Волинець, А. Сенюк, І. Федорук, М. Чучмай), Сель-Роб-Лівиця — два (К. Вальницький, М. Заяць).
У травні 1928 на з'їзді у Львові Сель-Роб-Лівиця і більшість членів Сель-Робу (поміркованіша його частина увійшла до українських національних партій) створили Сель-Роб-Єдність, яка стояла повністю на позиціях реорганізованої вже КПЗУ і КП(б)У; лідер — К. Вальницький (інші діячі, крім уже згаданих: М. Дурделло, П. Крайківський, С. Маківка та ін.).
Сель-Роб мав триступеневу організацію: Центр. Комітет, повітові і сільські (міські) сель-роби. Пресові органи: «Сель-Роб», «Наше Життя», «Наше Слово», «Нове Життя». 
Найбільші впливи Сель-Роб мав на Волині й на Холмщині. На початку 1930-х pp., у зв'язку з репресіями й Голодомором в СРСР, впливи Сель-Робу значно зменшилися. 15 вересня 1932 польська влада ліквідувала Сель-Роб і закрила його видання.
Організація мала власний суспільно-політичний тижневик із такою ж назвою — «Сель-Роб». 
Виходив у Львові з 18 вересня 1927 до 25 вересня 1932 (293 чч.). Орган Сельроб-Лівиці, з травня 1928 — Сельроб-Єдности; ред. К. Пелехатий, з 1928 Ф. Яворський; співр. К. Вальницький, М. Голінатий, М. Заяць, Д. Козланюк, І. Довганик та ін.; припинений польською владою.

## Вшанування

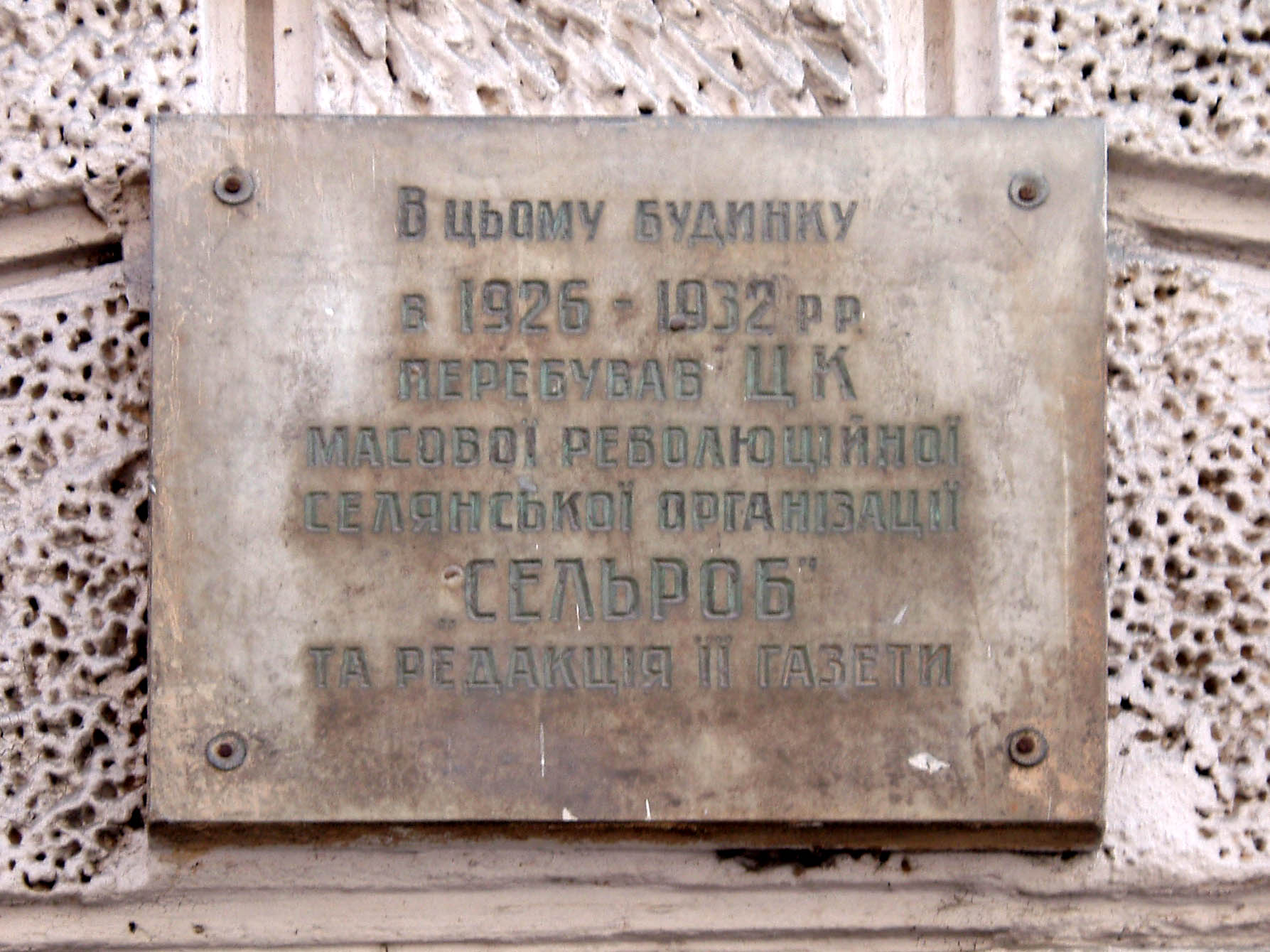
Меморіальна таблиця партії «СельРоб» (демонтована)

У Львові на вулиці Валовій, 14 на фасаді будинку, де колись містилось москвофільське Товариство імені Михайла Качковського 1956 р. встановлена меморіальна табличка з написом:
В цьому будинку у 1926–1932 рр. перебував ЦК масової революційної селянської організації «СЕЛЬРОБ» та редакція її газети.
Демонтована в лютому 2018 активістами C14 та Добровольчим Рухом ОУН у зв'язку з декомунізацією.